# Académie d'Aix-Marseille
Cet article possède un paronyme, voir Académie de Marseille.
L’académie est une circonscription éducative, gérée par un recteur d'académie, chancelier des universités.
L'académie d'Aix-Marseille regroupe l'ensemble des établissements scolaires et universitaires des départements des Alpes-de-Haute-Provence, Hautes-Alpes, Bouches-du-Rhône et Vaucluse.
L'académie d'Aix-Marseille fait partie de la zone B depuis la rentrée scolaire 2015-2016.
L'académie d'Aix-Marseille forme, avec l'académie de Nice, la région académique Provence-Alpes-Côte-d’Azur. Ce rapprochement des deux académies découle de l’application du cadre régional fixé par la loi du 16 janvier 2015, avec la création de 17 régions.
Chaque académie conserve ses contours, son organisation et ses missions. Le recteur de la région académique Provence-Alpes-Côte-d’Azur est le recteur de l’académie d'Aix-Marseille.

## Enseignement supérieur
L'académie d'Aix-Marseille compte près de 100 000 étudiants (chiffres 2008-2009), dont la majorité étudie au sein d'une des deux universités et des deux écoles d'ingénieurs et d'un institut de l'académie :
- L'université d'Aix-Marseille[5], résultat de la fusion des trois universités d'Aix-Marseille :
  - l’université de Provence (Aix-Marseille I) ;
  - l’université de la Méditerranée (Aix-Marseille II) ;
  - l’université Paul-Cézanne (Aix-Marseille III).
- Avignon Université (basée sur deux campus et un site de formation continue) ;
- L'École centrale de Marseille ;
- L'École nationale supérieure des arts et métiers - centre d'Aix-en-Provence ;
- L'Institut d'études politiques d'Aix-en-Provence.

## Recteurs
| Période          | Période        | Identité                  | Fonction précédente                                             | Observation |
| ---------------- | -------------- | ------------------------- | --------------------------------------------------------------- | ----------- |
| à partir de 1854 |                | Ambroise Mottet           |                                                                 |             |
| 1er juillet 1990 | 16 mai 1996    | Paul Rollin               |                                                                 |             |
| 16 mai 1996      | 20 mars 1998   | René Blanchet             |                                                                 |             |
| 20 mars 1998     | 2 juillet 2000 | Pierre Treuil             |                                                                 |             |
| 2000             | 2002           | Jean-Marc Monteil         |                                                                 |             |
| 2004             | 2012           | Jean-Paul de Gaudemar (d) | Directeur général de l'enseignement scolaire                    |             |
| 2012             | 2013           | Bernard Dubreuil (d),     | ancien recteur des académies de Lille, Grenoble, Nantes et Lyon |             |
| 17 décembre 2014 | 3 avril 2024   | Bernard Beignier (d),     | ancien recteur de l'académie d'Amiens                           | -           |
| 31 mai 2024      |                | Benoît Delaunay (d)       | ancien recteur des académies de Clermont-Ferrand et de Toulouse |             |